# Секст Палпелий Хистер
Секст Палпелий Хистер (на латински: Sextus Palpellius Hister) е политик и сенатор на Римската империя през 1 век.
Произлиза от Пола в Истрия. По времето на Тиберий Секст Палпелий Хистер е военен трибун на легион XIIII Близначен легион, decemvir stlitibus iudicandis, народен трибун, претор, проконсул на провинция. През 43 г. консули са Тиберий Клавдий Цезар Август Германик (III, януари–февруари) и Луций Вителий (II, януари–февруари).
Секст Палпелий Хистер става суфектконсул от март до юли 43 г. заедно с Луций Педаний Секунд. От август до септември суфектконсули стават Авъл Габиний Секунд и друг неизвестен. От октомври до декември 43 г. суфектконсули стават Квинт Курций Руф и Спурий Опий. След това Секст Палпелий Хистер е легат (legatus Augusti pro praetore) в Панония.